# 29 (liczba)
29 (dwadzieścia dziewięć) – liczba naturalna następująca po 28 i poprzedzająca 30.
Jest jedną z liczb pierwszych. Razem z liczbą 31 tworzy parę liczb bliźniaczych.

## 29 w nauce
- liczba atomowa miedzi
- obiekt na niebie Messier 29
- galaktyka NGC 29
- planetoida (29) Amphitrite

## 29 w kalendarzu
29. dniem w roku jest 29 stycznia. Zobacz też co wydarzyło się w 29 roku n.e.
W roku przestępnym luty będący najkrótszym miesiącem ma 29 dni.